# پناهگاه حیات وحش آریز
پناهگاه حیات وحش آریز یک پناهگاه حیات وحش با مساحت ۹۹۲۰۷ هکتار است که در استان یزد در ایران قرار دارد. این پناهگاه حیات وحش طبق مصوبهٔ شمارهٔ ۶۲۷ در تاریخ ۹۹/۱۱/۰۶ در فهرست مناطق تحت حفاظت سازمان محیط زیست ایران قرار گرفت.

## تاریخچه حفاظت
منطقه آریز با تصویب شورای عالی محیط زیست از سال ۱۳۷۸ با مساحت ۱۳۱۳۴۰ هکتار به عنوان منطقه شکارممنوع معرفی شد. در سال ۳۹۹ منطقه شکارممنوع آریز بافق به همراه مناطق شکار ممنوع کمکی بهاباد، و شیرکوه تفت به پناهگاه حیات وحش ارتقا یافتند. در حال حاضر این منطقه با عنوان پناهگاه حیات وحش آریز تحت کنترل و مدیریت محیط زیست استان یزد قرار دارد.

## ویژگی‌ها
پناهگاه حیات وحش آریز در شمال شهر بافق و همچنین شمال منطقه حفاظت‌شده کوه بافق و جنوب پناهگاه حیات وحش دره انجیر قرار دارد. نام منطقه از نام محلی ارتفاعات مهم منطقه گرفته شده است. کوه آریز با ارتفاعی بالغ بر ۲۲۰۰ متر در بخش شمالی منطقه قرار دارد. این منطقه به دلیل مجاورت با کویر مرکزی از زمستانهای سرد و کم باران و تابستانهای گرم برخوردار است. دما و بارندگی متوسط سالیانه ۱۹ درجه سانتی گراد و ۶۲ میلی‌متر است. مهم‌ترین منابع تأمین آب وحوش در منطقه چشمه‌های تقریباً دائمی است که اغلب آنها دارای آب شیرین هستند. منطقه فاقد رودخانه دائمی و فصلی قابل توجه است. علیرغم کم بودن تعداد علفخواران، در این منطقه حضور گونه یوزپلنگ آسیایی بیشتر از مناطق مجاور است. وضعیت اقلیمی پناهگاه حیات وحش آریز مانند سایر نقاط استان یزد تابع شرایط و وضعیت آب و هوایی حاکم بر نقاط کویری است که اقلیمی خشک و بیابانی دارد.

## گونه‌های زیستی
پناهگاه حیات وحش آریز زیستگاه پستانداران و پرندگان با ارزشی چون یوزپلنگ آسیایی، پلنگ ایرانی، کاراکال، روباه معمولی، شغال، گرگ، قوچ و میش، جبیر، کل و بز، هوبره، زاغ بور، باقرقره شکم سیاه، چکاوک کاکلی، چکچک بیابانی و انواع مختلفی از پرندگان شکاری مهاجر نظیر عقاب طلایی، سارگپه، دلیجه و لاک پشت، بزمجه بیابانی، شترمار، تیرمار بیابانی و آفتاب‌پرست نیز از گونه‌های خزنده این منطقه است.